# Gaston Bussière

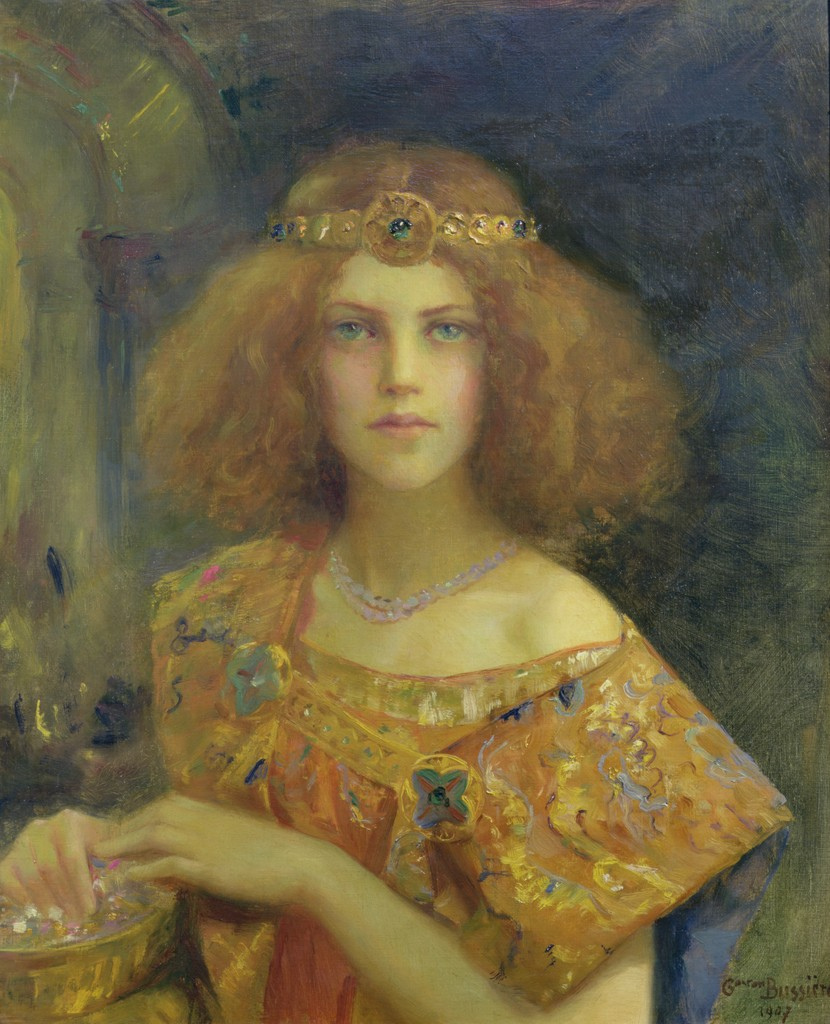
', tablou pictat de Gaston Bussière, 1907

Gaston Bussière (n. 24 aprilie 1862, Cuisery, Bourgogne, Franța – d. 29 octombrie 1928, Saulieu, Bourgogne, Franța) a fost un pictor și ilustrator simbolist francez.

## Biografie
Bussière a studiat la Académie des Beaux-Arts din Lyon înainte de a intra la École des beaux-arts din Paris, unde a studiat sub îndrumarea lui Alexandre Cabanel și a lui Pierre Puvis de Chavannes. În 1884, a câștigat premiul Marie Bashkirtseff⁠(d).
A fost un apropiat al lui Gustave Moreau. Și-a găsit inspirația în operele de teatru ale lui Berlioz (La Damnation de Faust), precum și ale lui William Shakespeare și Richard Wagner. A devenit foarte solicitat ca ilustrator, creând lucrări pentru autori importanți. A ilustrat Splendeurs et misères des courtisanes⁠(d), de Honoré de Balzac publicată în 1897, Émaux et camées, scrisă de Théophile Gautier, precum și Salomé, de Oscar Wilde. De asemenea, a ilustrat mai multe lucrări ale lui Flaubert.
Asociat al lui Joséphin Péladan, fondatorul Rose-Croix esthétique, Bussière și-a expus lucrările la Salon de la Rose-Croix⁠(d) timp de doi ani.
Multe dintre lucrările sale sunt expuse la Musée des Ursulines din Mâcon.

## Galerie

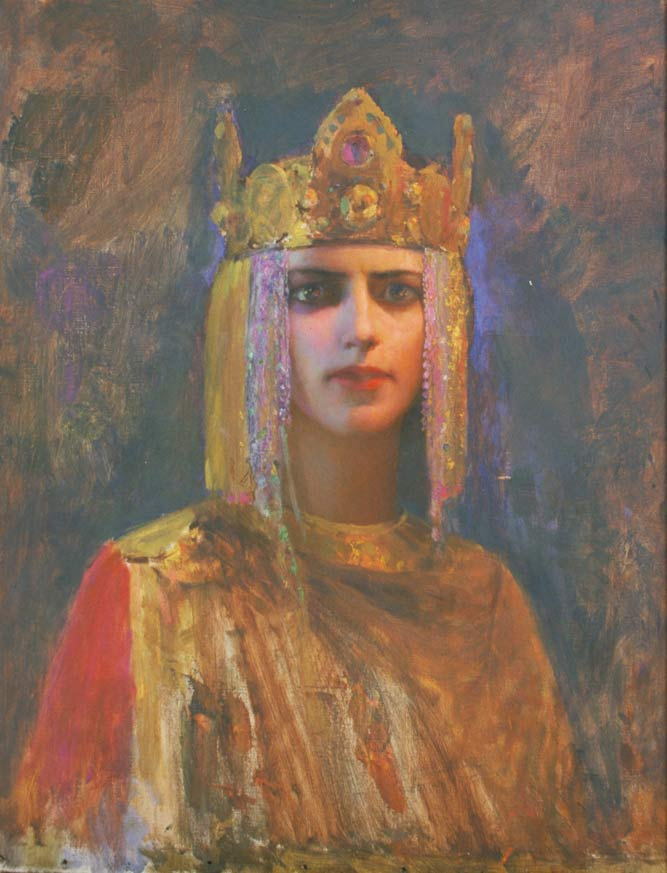
Isolda⁠(d) blondă
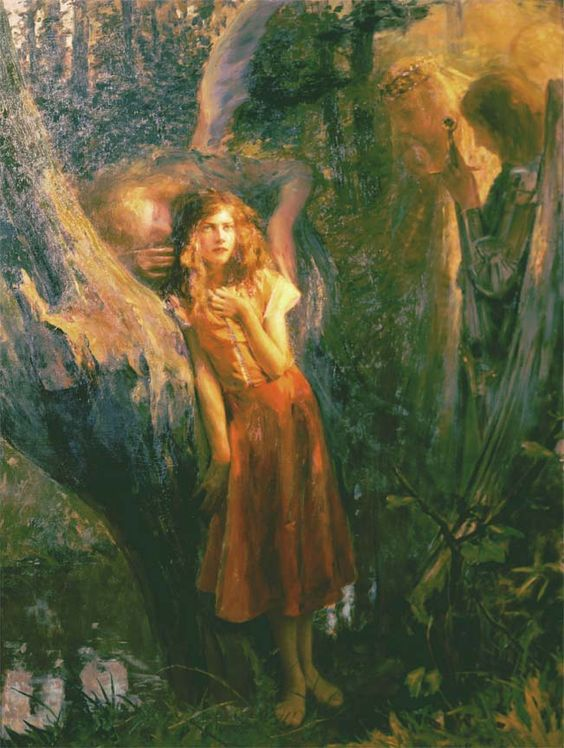
Ioana d'Arc
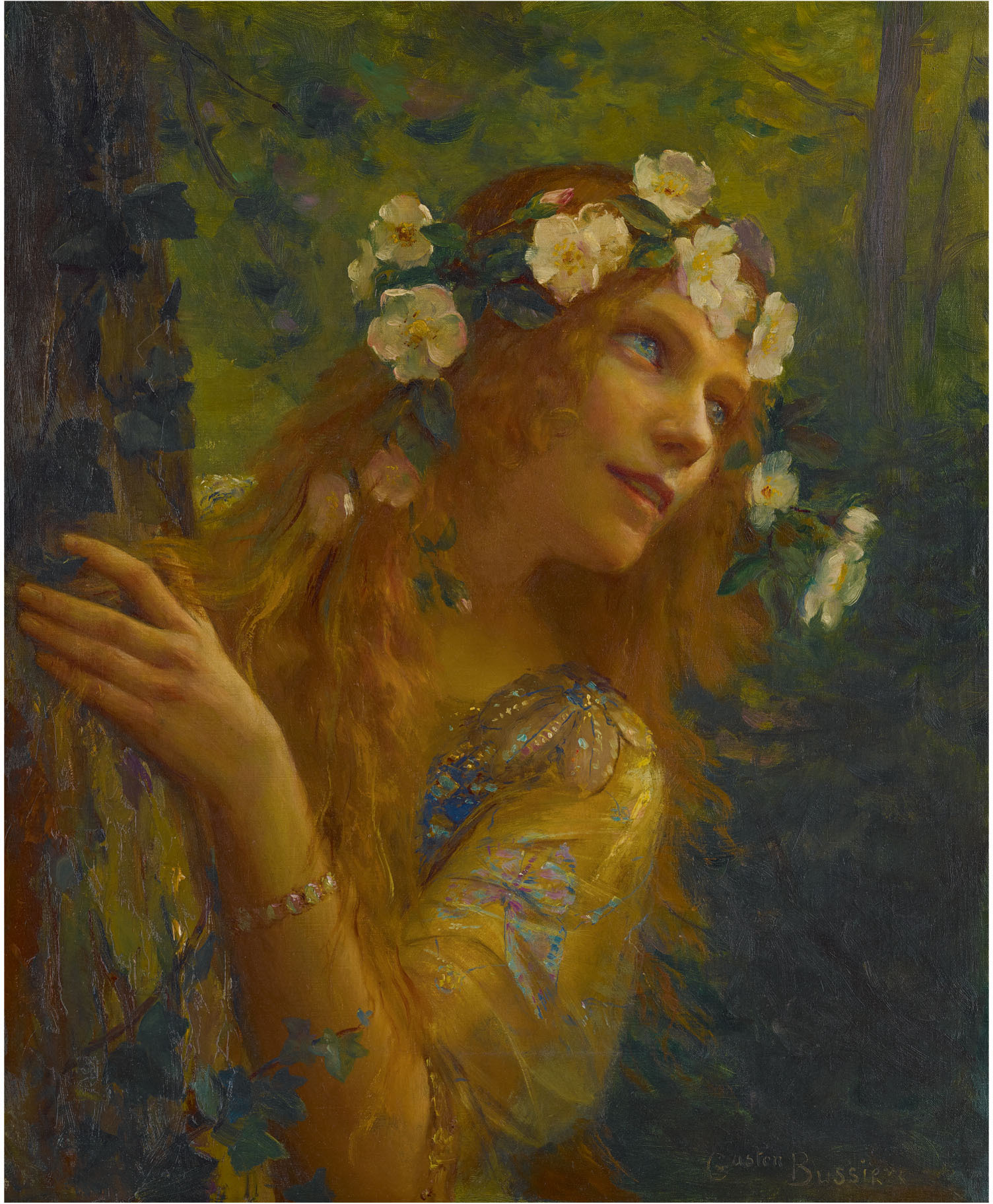
Leilah (1913)
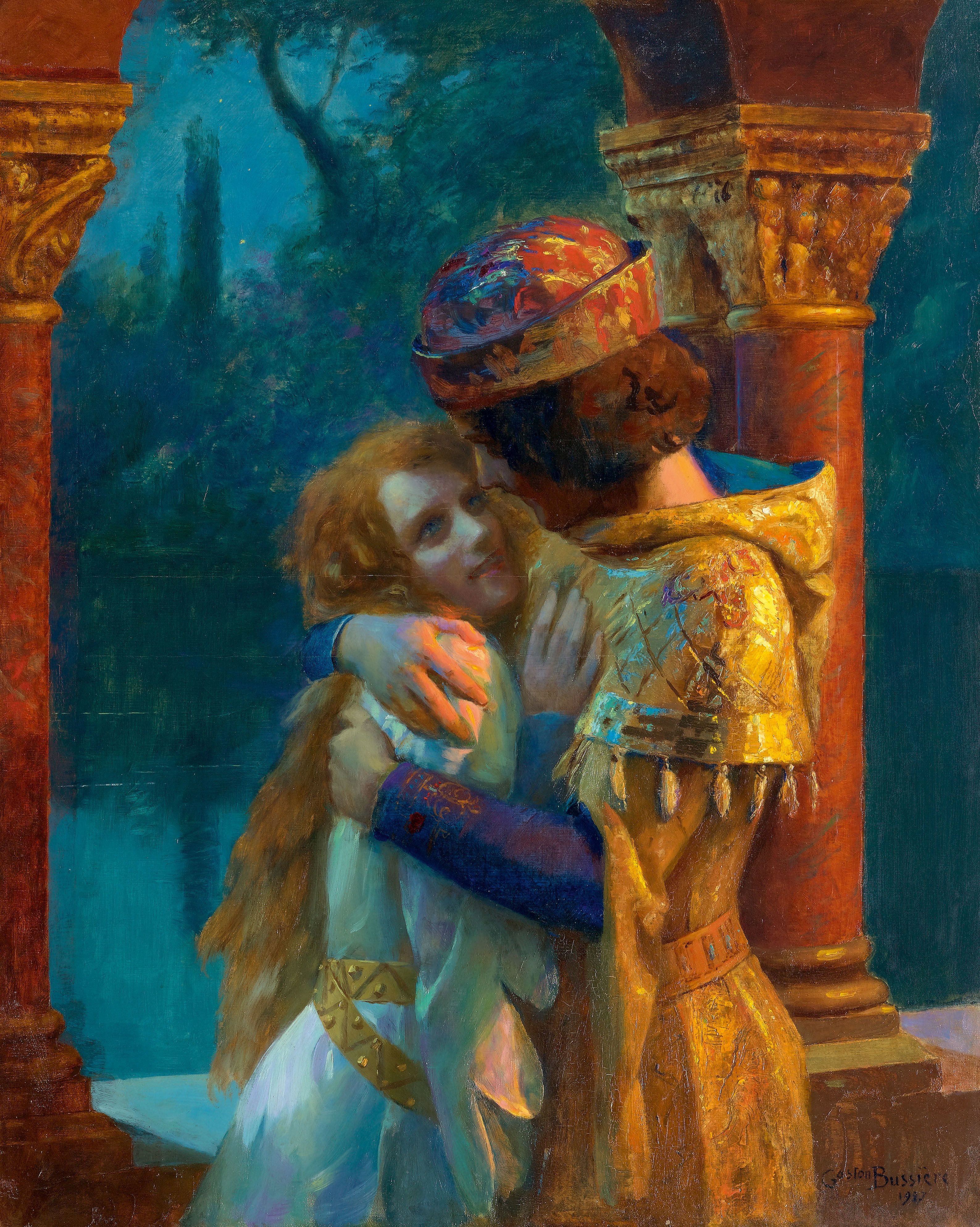
Îmbrățișare în lumina serii (1927)
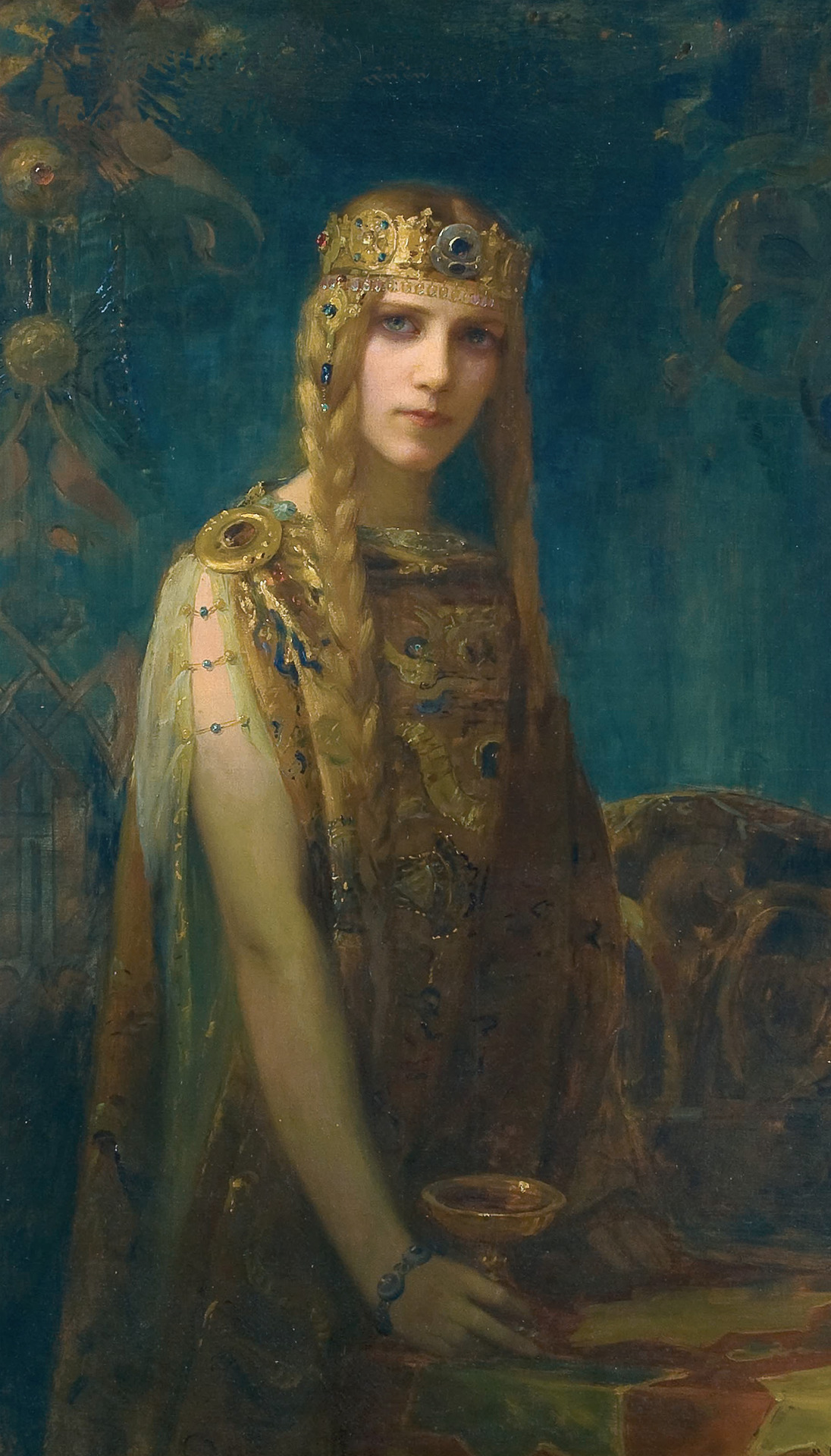
Isolda: La Princesse Celte (1911)
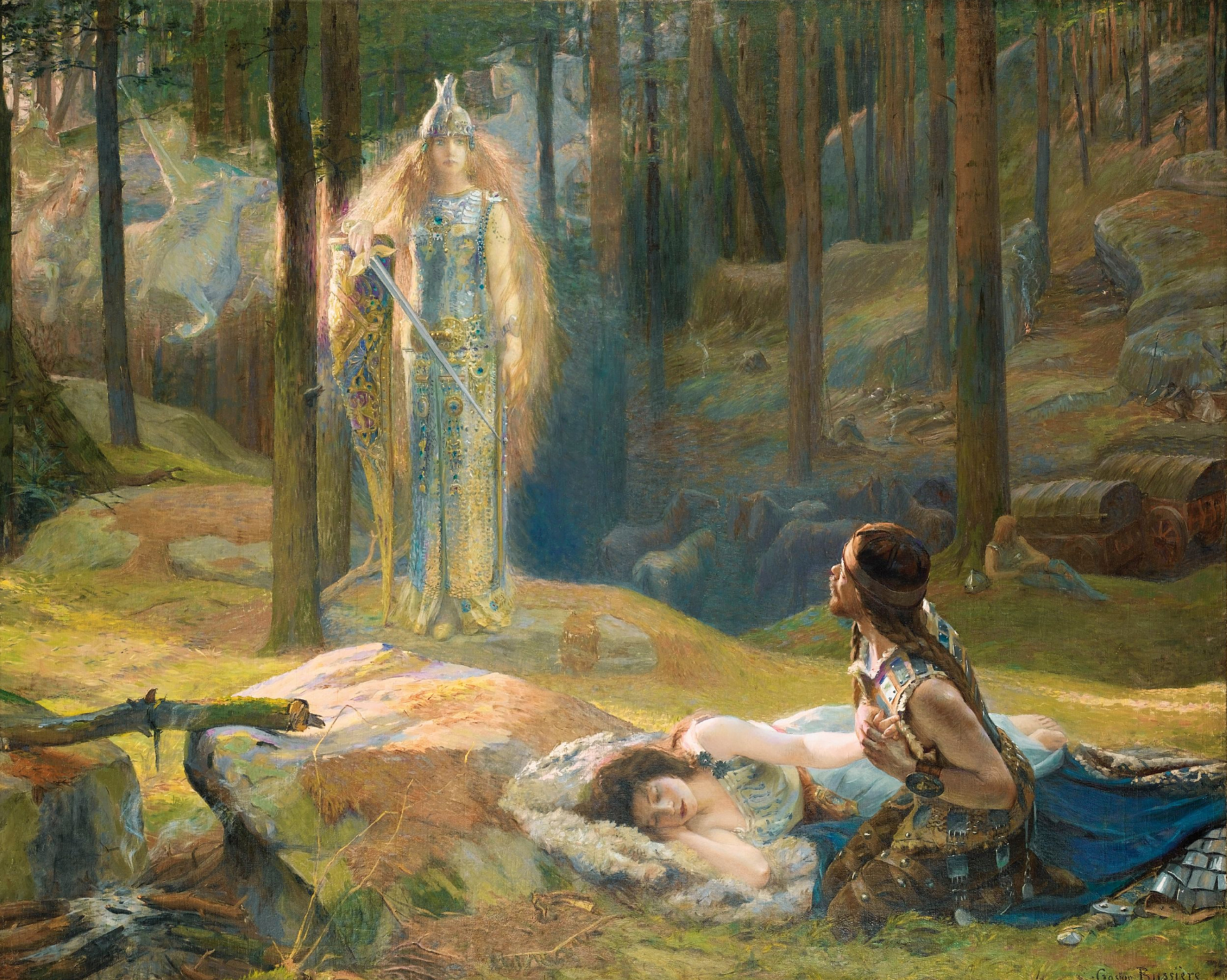
Revelația: Brünnhildedescoperindu-i pe Sieglinde și Siegmund (1894)
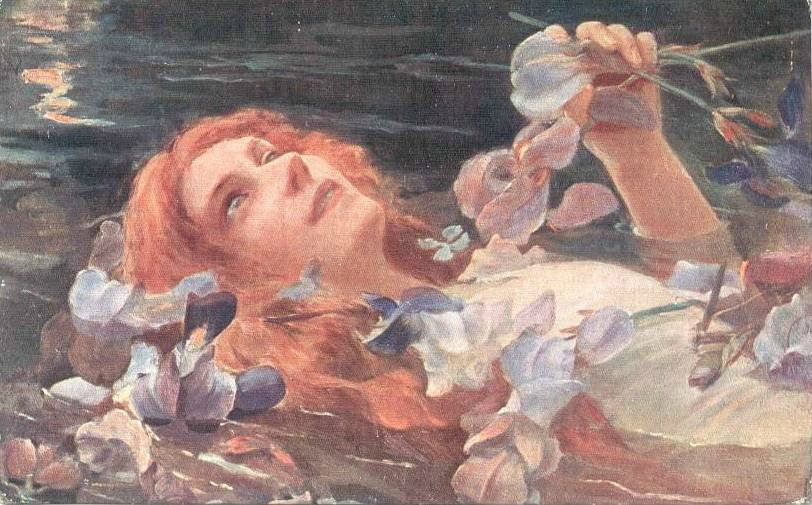
Ofelia (circa 1900)
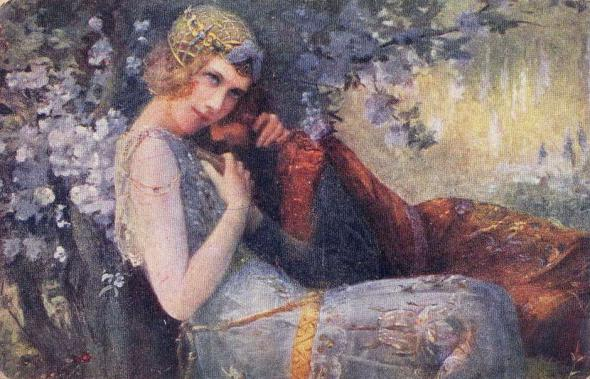
Viviane și Merlin (circa 1900)
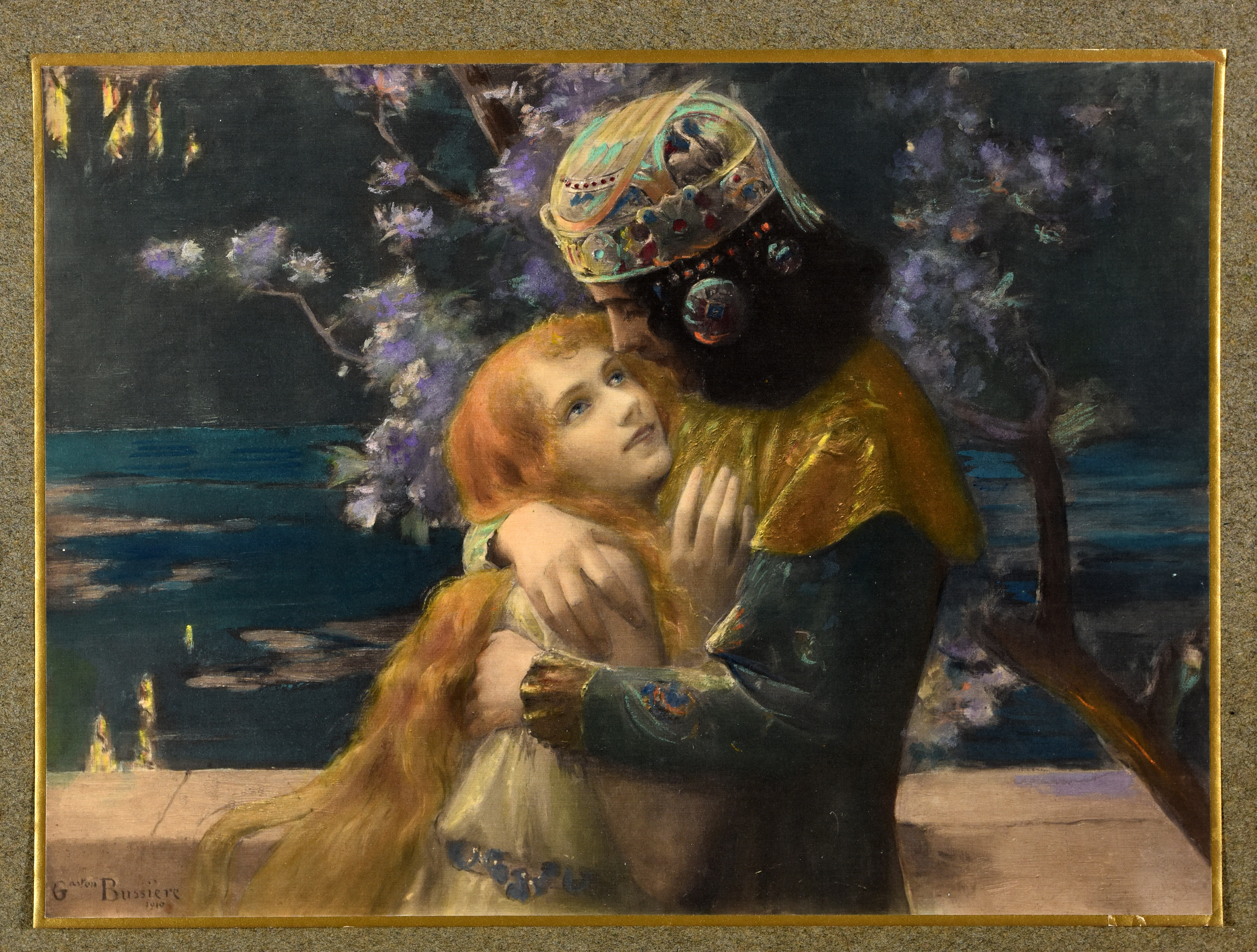
Elsa și Lohengrin(1910)
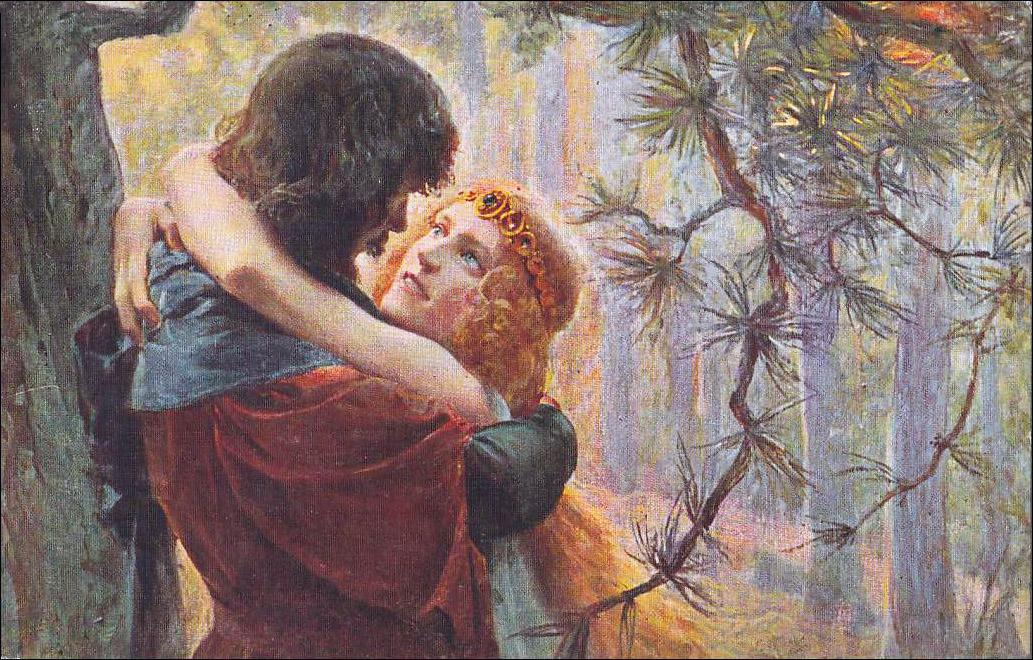
Tristan și Isolda (1911)